# Jakob Steiner (Kunsttischler)
Jakob Steiner (erwähnt ab 1510 in Basel; † um 1553 ebenda) war ein schweizerischer Tischler, Bildschnitzer und Politiker.

## Leben
Jakob Steiner machte seine Lehre beim Bildhauer Hans Dürr in Basel. 1511 erwarb er das Basler Bürgerrecht und das Zunftrecht der Spinnwetternzunft. Steiner gelangte als Kunsttischler und Bildschnitzer zu Wohlstand. 1520–1521 war er an der geschnitzten Holzdecke und dem Mobiliar der Grossratsstube beteiligt (nicht erhalten). 1539–1540 schuf er die Schubladenschränke für das Archivgewölbe des Basler Rathauses. Steiner wird auch die sogenannte Erasmus-Truhe zugeschrieben, die von Bonifacius Amerbach für den Nachlass des Erasmus von Rotterdam in Auftrag gegeben wurde.
Steiner vertrat die Spinnwetternzunft 1525–1526 und 1527–1532 im Kleinen Rat. In den 1530er-Jahren schloss er sich der Täuferbewegung an und legte seine öffentlichen Ämter nieder.